# 공주시의 행정 구역

공주시청

공주시의 행정 구역은 1읍, 9면, 6동, 245리, 131통, 1,928반으로 구성되어 있다. 공주시의 인구는 2015년 1월을 기준으로 48,707세대, 113,294명이다.

## 행정 구역

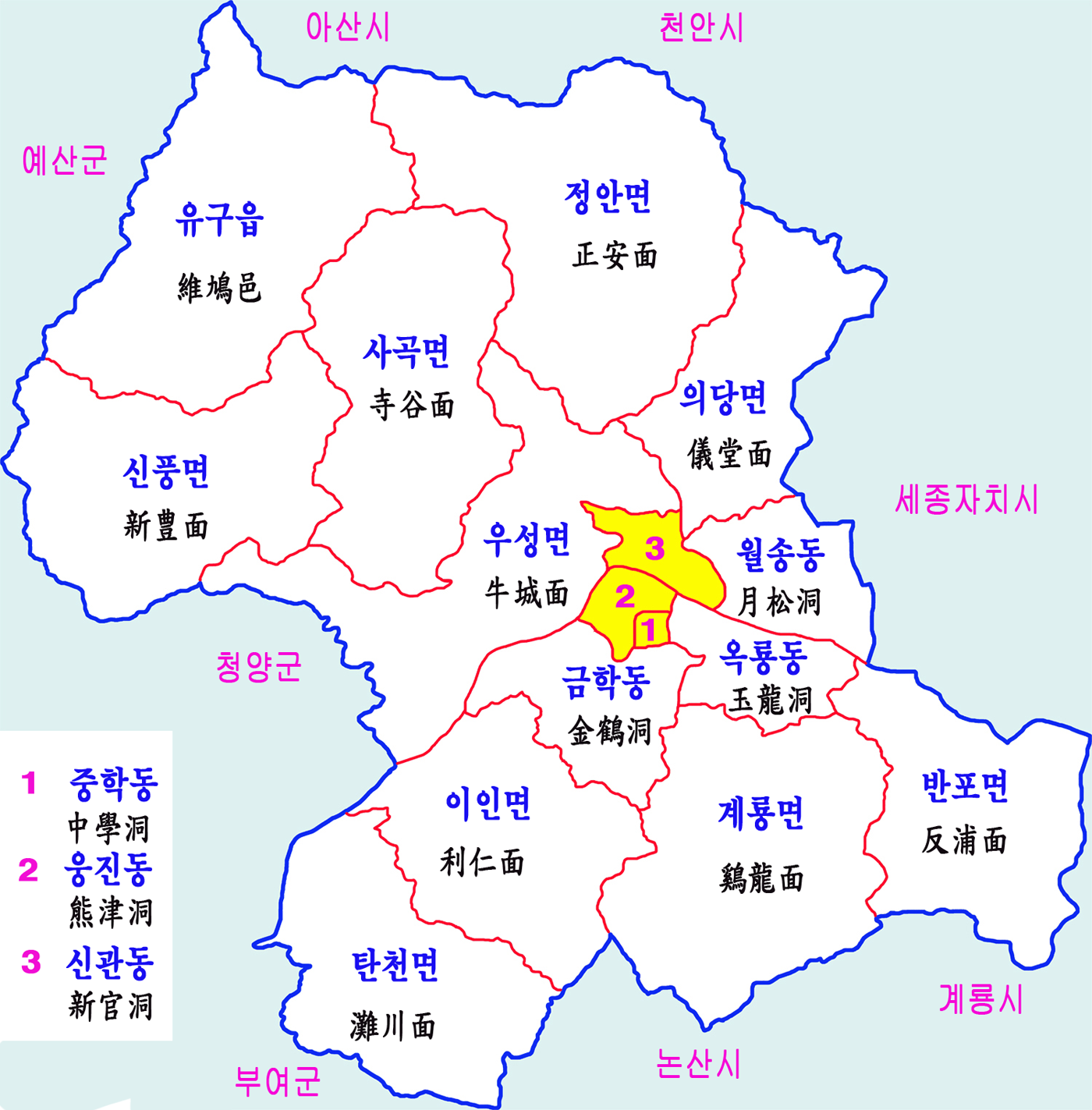
공주시의 행정 구역

| 읍면동 | 한자   | 세대  | 인구   | 면적   | 법정동·리 |
| ------ | ------ | ----- | ------ | ------ | --- |
| 유구읍 | 維鳩邑 | 3,915 | 8,570  | 101.55 | 석남리(石南里), 백교리(白橋里), 노동리(盧洞里), 유구리(維鳩里), 녹천리(鹿川里), 신영리(新影里), 신달리(新達里), 입석리(立石里), 명곡리(鳴谷里), 구계리(九溪里), 연종리(連宗里), 세동리(細洞里), 추계리(秋鷄里), 탑곡리(塔谷里), 덕곡리(德谷里), 문금리(文錦里), 동해리(東海里), 만천리(萬川里)                                                                                 |
| 이인면 | 利仁面 | 1,721 | 3,788  | 62.95  | 이인리(利仁里), 만수리(萬樹里), 오룡리(五龍里), 신흥리(新興里), 주봉리(朱峰里), 목동리(木洞里), 발양리(發揚里), 초봉리(草鳳里), 용성리(龍城里), 구암리(九岩里), 달산리(達山里), 산의리(山儀里), 복룡리(伏龍里), 반송리(盤松里), 이곡리(梨谷里), 운암리(雲岩里), 신영리(新永里)                                                                                                 |
| 탄천면 | 灘川面 | 1,628 | 3,422  | 64.15  | 삼각리(三角里), 광명리(光明里), 장선리(長善里), 안영리(安永里), 덕지리(德芝里), 화정리(花井里), 남산리(南山里), 가척리(加尺里), 정치리(鼎峙里), 성리(聖里), 송학리(松鶴里), 분강리(汾江里), 유하리(柳下里), 국동리(菊洞里), 운곡리(雲谷里), 견동리(見東里), 대학리(大鶴里) |
| 계룡면 | 鷄龍面 | 3,151 | 6,288  | 84.08  | 월암리(月岩里), 봉명리(鳳鳴里), 기산리(箕山里), 화은리(花隱里), 내흥리(乃興里), 구왕리(九旺里), 중장리(中壯里), 하대리(下大里), 양화리(陽化里), 경천리(敬天里), 화헌리(華軒里), 금대리(錦帶里), 상성리(上城里), 월곡리(月谷里), 죽곡리(竹谷里), 향지리(香芝里), 유평리(柳坪里)                                                                                                 |
| 반포면 | 反浦面 | 2,206 | 4,829  | 78.04  | 공암리(孔岩里), 송곡리(松谷里), 마암리(馬岩里), 봉곡리(鳳谷里), 상신리(上莘里), 하신리(下莘里), 온천리(溫泉里), 학봉리(鶴峰里) |
| 의당면 | 儀堂面 | 2,451 | 5,681  | 65.69  | 청룡리(靑龍里), 월곡리(月谷里), 두만리(斗滿里), 요룡리(要龍里), 오인리(五仁里), 수촌리(水村里), 율정리(栗亭里), 유계리(柳溪里), 가산리(佳山里), 중흥리(中興里), 도신리(道新里), 덕학리(德鶴里) |
| 정안면 | 正安面 | 2,440 | 5,178  | 108.96 | 상용리(上龍里), 화봉리(花鳳里), 평정리(平正里), 북계리(北溪里), 석송리(石松里), 전평리(田坪里), 쌍달리(雙達里), 고성리(高聖里), 운궁리(雲弓里), 장원리(長院里), 보물리(甫勿里), 어물리(於勿里), 내촌리(內村里), 광정리(廣亭里), 사현리(沙峴里), 인풍리(仁豊里), 태성리(台城里), 대산리(大山里), 월산리(月山里), 문천리(文川里), 내문리(內門里), 산성리(山城里)                 |
| 우성면 | 牛城面 | 2,753 | 6,099  | 79.54  | 동대리(銅大里), 단지리(丹芝里), 방문리(方文里), 상서리(上西里), 평목리(坪目里), 도천리(道川里), 신웅리(新熊里), 내산리(內山里), 한천리(韓川里), 동곡리(東谷里), 반촌리(盤村里), 귀산리(貴山里), 목천리(木泉里), 방흥리(方興里), 보흥리(寶興里), 대성리(大成里), 옥성리(玉城里), 용봉리(龍鳳里), 안양리(安陽里), 봉현리(鳳峴里), 어천리(魚川里), 죽당리(竹堂里), 오동리(梧桐里) |
| 사곡면 | 寺谷面 | 1,570 | 3,303  | 80.13  | 호계리(虎溪里), 신영리(新永里), 화월리(花月里), 계실리(桂室里), 해월리(海月里), 고당리(古堂里), 대중리(大中里), 가교리(佳橋里), 운암리(雲岩里), 회학리(會鶴里), 월가리(月珂里), 유룡리(油龍里), 부곡리(富谷里) |
| 신풍면 | 新豊面 | 1,561 | 3,443  | 80.47  | 산정리(山亭里), 동원리(東院里), 조평리(造平里), 봉갑리(鳳甲里), 용수리(龍水里), 쌍대리(雙大里), 청흥리(淸興里), 대룡리(大龍里), 입동리(笠洞里), 백룡리(百龍里), 선학리(仙鶴里), 영정리(永井里), 평소리(平所里), 화흥리(花興里) |
| 중학동 | 中學洞 | 2,880 | 6,112  | 1.46   | 중학동(中學洞), 중동(中洞), 반죽동(班竹洞), 봉황동(鳳凰洞) |
| 웅진동 | 熊津洞 | 3,899 | 9,294  | 6.61   | 웅진동(熊津洞), 산성동(山城洞), 금성동(錦城洞), 교동(校洞) |
| 금학동 | 金鶴洞 | 2,393 | 6,080  | 29.99  | 금학동(金鶴洞), 주미동(舟尾洞), 봉정동(鳳亭洞), 태봉동(胎封洞), 오곡동(梧谷洞), 검상동(檢詳洞) |
| 옥룡동 | 玉龍洞 | 4,468 | 10,186 | 20.41  | 옥룡동(玉龍洞), 신기동(新基洞), 소학동(巢鶴洞), 상왕동(上旺洞) |
| 신관동 | 新官洞 | 8,000 | 19,852 | 18.77  | 신관동(新官洞), 쌍신동(雙新洞), 월미동(月尾洞) |
| 월송동 | 月松洞 | 3,671 | 11,169 | 23.65  | 월송동(月松洞), 석장리동(石莊里洞), 송선동(松仙洞), 동현동(東峴洞), 금흥동(錦興洞), 무릉동(武陵洞) |

## 역사

공주시청(구 충남도청)

공주시청 별관

- 1914년 4월 1일 양야리면, 명탄면은 연기군에, 현내면은 대전군에, 반탄면 일부는 부여군에 편입하였다.[1](13면)

13면 - 장기면, 의당면, 계룡면, 탄천면, 우성면, 공주면, 주외면, 반포면, 정안면, 목동면, 사곡면, 신상면, 신하면
| 조선총독부령 제111호 |                | |
| 구 행정구역 | 신 행정구역    | 신 행정구역 |
| 공주군 의랑면(儀朗面) 가락리/구산리/중산리/신장리/천수동 일부/태산리 일부, 학련동/덕재동/신소동/일라리/대동 일부/서대동 일부/(요당면) 학련동, 신성리/행목리/중신리/소방동/방동/도산리/하산정리/월계동 일부/서대동 일부, 풍천리/유산리/송정리/평촌리/양촌리/구암리/학산동/미동/백자동/은곡리, 수회리/오산리/용복리/송암리/신산리/석현리/상룡리/소룡리 일부, 천변동/용대동/용두리/용계리/향현리/주암리/소룡리 일부, 신기동/대평동/신흥리/중리/천수동 일부/월계동 일부, 상태동/용연동/사우리/성덕동/태산리 일부 | 의당면         | 가산리, 덕학리, 도신리, 송학리, 용암리, 용현리, 중흥리, 태산리 |
| 공주군 요당면(要堂面) 두만리/(정안면) 동계리 일부, 송정리/문성리/점촌리/평기리 일부/월대리 일부, 율동/양촌리 일부/수촌리 일부/요동 일부/와룡리 일부/(우정면) 여산리 일부/목동 일부/(동부면) 하주막리 일부, 어인포리/천변리/(우정면) 오류동 일부/(정안면) 원대리 일부, 오룡동/요동 일부, 독정리/덕곡리/비계리/월계리/내동/흥덕리 일부/두릉리 일부, 구곡리/종현리/세청리 일부/유계리 일부, 부평리/월봉리/율정리/신리/양촌리 일부/흥덕리 일부, 기동/후계리/신성리/신양리/와룡리 일부/월대리 일부/세청리 일부/수촌리 일부/양촌리 일부/유계리 일부, 평장리/산양리/태성리/회동/평기리 일부 | 의당면         | 두만리, 송정리, 수촌리, 오인리, 요룡리, 월곡리, 유계리, 율정리, 청룡리 |
| 공주군 요당면(要堂面) 두만리/(정안면) 동계리 일부, 송정리/문성리/점촌리/평기리 일부/월대리 일부, 율동/양촌리 일부/수촌리 일부/요동 일부/와룡리 일부/(우정면) 여산리 일부/목동 일부/(동부면) 하주막리 일부, 어인포리/천변리/(우정면) 오류동 일부/(정안면) 원대리 일부, 오룡동/요동 일부, 독정리/덕곡리/비계리/월계리/내동/흥덕리 일부/두릉리 일부, 구곡리/종현리/세청리 일부/유계리 일부, 부평리/월봉리/율정리/신리/양촌리 일부/흥덕리 일부, 기동/후계리/신성리/신양리/와룡리 일부/월대리 일부/세청리 일부/수촌리 일부/양촌리 일부/유계리 일부, 평장리/산양리/태성리/회동/평기리 일부 | 장기면         | 평기리 |
| 공주군 장척면(長尺面) | 장기면         | 금암리, 대교리, 송원리, 도계리, 동현리, 봉안리, 산학리, 은용리, 장암리, 하봉리                                                                                                 |
| 공주군 삼기면(三岐面) 율정리/나성리/용암리 일부/노은리 일부/(장척면) 송계리 일부/만자동 일부, 두곡동/입석리/용암리 일부/당동 일부, 월현동/제천리/당동 일부/(연기군 남면) 소야리/월현리/제천리 일부 | 장기면         | 나성리, 당암리, 제천리 |
| 공주군 동부면(東部面) 한숙리/진현리/장흥리/봉무리/시교리/?야동/평동/재궁리/중산리 일부/하주막리 일부, 수운리/도원리/상무리/중무리/신무리 일부, 선유동/금동/송곡리/자유리/마근리/중산리 일부/요동 일부, 관동/일신동/금송동/매산리/이산리/기산리/시목동, 오공동/상송리/약천리/사송리/성덕리/가흥리 일부/요동 일부, 가목리/소오리/중호리/와야리 일부/(익구곡면) 불왕리/상왕리, 내교리/소학리/보변동/향효포리/와야리 일부/월성리 일부/막동리 일부, 신기동/월암리/서운리/안덕동/중평리/기동/평리/당산리/효주동/막동리 일부/사갈리 일부/월성리 일부, 대추동/옥룡동/수원동/장기태리/강경동 일부, 가마동/화은리/양촌/냉정리/거사원리/향포리/(동부면) 명산리/사갈리 일부 | 장기면         | 금흥리, 무릉리, 송선리, 신관리, 월송리 |
| 공주군 동부면(東部面) 한숙리/진현리/장흥리/봉무리/시교리/?야동/평동/재궁리/중산리 일부/하주막리 일부, 수운리/도원리/상무리/중무리/신무리 일부, 선유동/금동/송곡리/자유리/마근리/중산리 일부/요동 일부, 관동/일신동/금송동/매산리/이산리/기산리/시목동, 오공동/상송리/약천리/사송리/성덕리/가흥리 일부/요동 일부, 가목리/소오리/중호리/와야리 일부/(익구곡면) 불왕리/상왕리, 내교리/소학리/보변동/향효포리/와야리 일부/월성리 일부/막동리 일부, 신기동/월암리/서운리/안덕동/중평리/기동/평리/당산리/효주동/막동리 일부/사갈리 일부/월성리 일부, 대추동/옥룡동/수원동/장기태리/강경동 일부, 가마동/화은리/양촌/냉정리/거사원리/향포리/(동부면) 명산리/사갈리 일부 | 주외면(州外面) | 상왕리, 소학리, 신기리, 옥룡리, 화은리 |
| 공주군 남부면(南部面) | 주외면(州外面) | 검상리, 금성리, 금학리, 봉정리, 용당리(龍堂里), 주미리 |
| 공주군 남부면(南部面) | 공주면         | 금정(錦町), 본정, 대화정, 산성정, 상반정(常盤町), 욱정 |
| 공주군 익구곡면(益口谷面) 하청리/이거리/흥룡리/구왕리/반송리/용산리/덕소리/양동/만학리, 기산리/소봉곡리/봉곡리/원동/우와리/목월암리/평전리/황룡리/방축리/(목동면) 중대동/시목리, 고비동/직동/신내리/소룡리/상내리/시화산리, 상문암리/하문암리/월암리 일부/(익구곡면) 화암리 일부, 신암리/갑산리/주산리/상장리/중장리/유산리/오은리/수암리/송정리/용암리/봉암리/자화리/화암리 일부, 신구리/신대리/오산리/구암리/하대리/벽사리/벽계리 일부/옥동/석계리/점촌리/상현리/하현리 | 계룡면         | 구왕리, 기산리, 내흥리, 월암리, 중장리, 하대리 |
| 공주군 진두면(辰頭面) 상평리/하평리/공평동 일부/(익구곡면) 상성리/장대리/용곡두리/석정리/경천리/하성리 일부, 옥동/석계리/상신기리/신대리/불당리/(익구곡면) 대조리/삼성리, 중봉리/모전리/상봉리/신봉리/내동/(익구곡면) 화암리 일부, 선유동/양암리/상성리/하성리/상동천리 일부/하화리 일부, 신기리/능산리/금곡리/송현리/양화동 일부, 하신기리/평전리/안정리/야곡리 일부/상동천리 일부, 유평리/신곡리/한림리/월암리 일부/(익구곡면) 벽계리 일부, 정자리/오정리/유정리/영청동/서당동/효리/중죽리 일부/야곡리 일부, 점촌리/죽평리/향지리/화산리, 증산리/상화리/하화리 일부/상동천리 일부/(노성군 월오면) 소평리 일부, 용화리/반송리/선인동 일부, 봉서리/복룡리/쌍학리/무봉리/선인동 일부 | 계룡면         | 경천리, 금대리, 봉명리, 상성리, 양화리, 월곡리, 유평리, 죽곡리, 향지리, 화헌리                                                                                                 |
| 공주군 진두면(辰頭面) 상평리/하평리/공평동 일부/(익구곡면) 상성리/장대리/용곡두리/석정리/경천리/하성리 일부, 옥동/석계리/상신기리/신대리/불당리/(익구곡면) 대조리/삼성리, 중봉리/모전리/상봉리/신봉리/내동/(익구곡면) 화암리 일부, 선유동/양암리/상성리/하성리/상동천리 일부/하화리 일부, 신기리/능산리/금곡리/송현리/양화동 일부, 하신기리/평전리/안정리/야곡리 일부/상동천리 일부, 유평리/신곡리/한림리/월암리 일부/(익구곡면) 벽계리 일부, 정자리/오정리/유정리/영청동/서당동/효리/중죽리 일부/야곡리 일부, 점촌리/죽평리/향지리/화산리, 증산리/상화리/하화리 일부/상동천리 일부/(노성군 월오면) 소평리 일부, 용화리/반송리/선인동 일부, 봉서리/복룡리/쌍학리/무봉리/선인동 일부 | 탄천면         | 반송리, 복룡리 |
| 공주군 곡화천면(曲火川面) 청림동/외가척리/내가척리/석정동/(부여군 몽도면) 신대리 일부, 송곡리/구응리/광명리/산소리/행정리/망덕리/원봉리/구정동 일부, 남산동/홍성동/건평동/곤치동/내동/왕산리/송정동 일부/화산리 일부/신흥리 일부/(부여군 초촌면) 세동 일부, 덕지산동/방축리/월양리/중효리/이현리/하효리 일부/용연동 일부, 용흥동/신리/신수리/와룡리/죽림리/용곡리/학동 일부/구정동 일부, 만매동/신매리/하안영리/월산리/월봉리/윤산리/탑동/상안영리/남곡리/중산리/사양동/신기동 일부/반송리 일부, 산대동/신학동/장선리/쌍봉리/평촌리/용정리/중목리/점촌동/반룡리/학동 일부/반송리 일부/신기리 일부, 화곡리/하효리 일부/송정동 일부/화산리 일부/(노성군 소사면) 대정리 일부 | 탄천면         | 가척리, 광명리, 남산리, 덕지리, 신영리, 안영리, 장선리, 화정리 |
| 공주군 반탄면(半灘面) 견동리/견산리 일부/월굴리 일부, 성두리/국동 일부/견산리 일부/송곡리 일부, 강산리/대학리/야곡리/굴덕리 일부/운곡리 일부/진두리 일부/신대리 일부/신평리 일부, 창암동/분강리/성리 일부, 삼기동/삼각리/언치리/학림동 일부/선덕동 일부/(곡화천면) 사장리, 명막동/윤산리/토옥동 일부/선덕동 일부/성리 일부/송서리 일부, 학동/선덕동 일부/학림동 일부/송곡리 일부/송서리 일부/토옥동 일부, 홍성동/하안산리/운곡리 일부, 삼산리/신대리 일부/운암리 일부/소명리 일부, 이곡리/입암리/신평리 일부, , 시목동/판교동/정치리/정곡리 일부, 군안리/구암리, 달전동/정산리/신산리 일부/국동 일부/송정동 일부, 명룡동 일부/산의리 일부/(진두면) 고곡리, 명룡동 일부/송정동 일부/산의리 일부/신산리 일부 | 탄천면         | 견동리, 국동리, 대학리, 분강리, 삼각리, 성리, 송학리, 운곡리, 운암리, 이곡리, 유하리, 정치리                                                                                   |
| 공주군 반탄면(半灘面) 견동리/견산리 일부/월굴리 일부, 성두리/국동 일부/견산리 일부/송곡리 일부, 강산리/대학리/야곡리/굴덕리 일부/운곡리 일부/진두리 일부/신대리 일부/신평리 일부, 창암동/분강리/성리 일부, 삼기동/삼각리/언치리/학림동 일부/선덕동 일부/(곡화천면) 사장리, 명막동/윤산리/토옥동 일부/선덕동 일부/성리 일부/송서리 일부, 학동/선덕동 일부/학림동 일부/송곡리 일부/송서리 일부/토옥동 일부, 홍성동/하안산리/운곡리 일부, 삼산리/신대리 일부/운암리 일부/소명리 일부, 이곡리/입암리/신평리 일부, , 시목동/판교동/정치리/정곡리 일부, 군안리/구암리, 달전동/정산리/신산리 일부/국동 일부/송정동 일부, 명룡동 일부/산의리 일부/(진두면) 고곡리, 명룡동 일부/송정동 일부/산의리 일부/신산리 일부 | 목동면         | 구암리, 달산리, 산의리, 이인리 |
| 공주군 목동면(木洞面) 어전리/소삼산리/만수동 일부, 사정리/목동리/방축리/석남리 일부/발양동 일부/흑암리 일부, 한천리/영보리/덕수동/학서리/두아리/흑암리 일부/발양동 일부, 송정리/운천리/신흥리/만수동 일부/군량리 일부, 오곡리/하태산동/외태봉동/하태봉리, 오룡동/상조리/하조리/내조리 일부/만수동 일부, 백곡리/용성리/석남리 일부/초봉동 일부/(반탄면) 괴남리, 조회동/매동/주봉동/용호동/신기리/소학리/내조리 일부/석남리 일부, 선근리/군량리 일부/초봉동 일부, 태봉동/산적리/강정리/사촌리/어곡리 일부/삼교리 일부 | 목동면         | 만수리, 목동리, 발양리, 신흥리, 오곡리, 오룡리, 용성리, 주봉리, 초봉리, 태봉리                                                                                                 |
| 공주군 반포면(反浦面) 연정리/서원리/중산리/덕곡리/길만리/공암리, 국곡리/행정리 일부/용포리 일부, 목동/반영리/도남리/성치리, 중촌리/명암리/도암리/유산리 일부/행정리 일부, 마어?리/반룡동/마암동/마치리/원대리/(익구곡면) 도덕동, 검천동/갑동/봉곡리, 덕천동/봉암리/송곡리 일부, 상신동, 화암리/남산리/성산리, 한삼동/동오리/성덕동, 소호리/송곡리 일부, 박정자동/사봉리/온천리 일부, 회병리/윤산리/한림정리/병암리/유천리/영동/유산리 일부, 은계동/주곡리/원봉리, 하신동/온천리 일부, 사기소동/밀목치리/석봉리/동흘리 | 반포면         | 공암리, 국곡리, 도남리, 도암리, 마암리, 봉곡리, 봉암리, 상신리, 성강리, 성덕리, 송곡리, 온천리, 영곡리, 원봉리, 하신리, 학봉리                                                 |
| 공주군 우정면(牛井面) 상문동/귀암리/신기리/검암리 일부/침산리 일부/하문동 일부/월명리 일부/송산리 일부, 내동/동리/남계리/약산리/성조동/중대리/율리/죽계리/장대리/부곡리/구화리 일부/경사동 일부, 분토리/지곡리/단평리/동천리 일부/월굴리 일부, 도산리/약천리/중윤리/해포리/경사동 일부/(남부면) 신영리 일부, 동조리/상조리/신곡리/하문동 일부, 용강리/동천리 일부/월굴리 일부/(사곡면) 난대동/외안영리 일부, ?촌리/우천리/월곡리/월은리/남화리/상우리/운산리/별운산리/검암리 일부/오류동 일부/서산리 일부/목동 일부/(요당면) 수촌리 일부, 오정리/이목리/평촌리/반곡리/하문동 일부, 외동/문동/상류동/함적동/방축동/오산리 일부/월굴리 일부/서풍리 일부/(성두면) 상성리 일부, 노산리/중촌리/안치리/상당리/하당리/암회리/철목리/서주막리/오산리 일부/서풍리 일부/(성두면) 상성리 일부, 신대리/(남부면) 웅진리/신영리 일부, 평목리 일부, 한산리/영천리/구화리 일부, 침산리 일부/(요당면) 수촌리 일부/(동부면) 신산리/상신리/하신리, 선무동/상미리/하미리/감천리/월명리 일부/송산리 일부 | 우성면         | 귀산리, 내산리, 단지리, 도천리, 동곡리, 동대리, 목천리, 반촌리, 방문리, 상서리, 신웅리, 평목리, 한천리, 쌍신리, 월미리                                                         |
| 공주군 성두면(城頭面) 세동/대문리/만성리/작동 일부/사동 일부/늑리 일부/상성리 일부, 원대리/매당리/내창리/묵방리/늑리 일부, 신대리/보적리/산직리/목포리/신흥리/내동/이목동/작동 일부, 사룡동/봉명동/수현리/산현리 일부, 중신리/독안리/고양리/덕암리/산현리 일부, 건천리 일부/상어리 일부/(반탄면) 소명리 일부/운암리 일부/(정산군 목면) 건지동 일부/석화동 일부, 오동리, 포수목리/용산리/작동 일부/사동 일부/상성리 일부, 장가리/강당리/죽림리/상어리/하어리 일부 | 우성면         | 대성리, 방흥리, 보흥리, 봉현리, 안양리, 어천리, 오동리, 옥성리, 용봉리, 죽당리                                                                                                 |
| 공주군 정안면(正安面) 기동/고재동/정산리/도곡리/성재동/운곡리 일부, 광정리 일부/내촌리 일부/창리 일부, 용문리/내동 일부, 광정리 일부/보물리 일부/내촌리 일부, 산정리/운방리/원방리/난동/노동/선유동/산수리/대금리/죽암리/창리 일부/화평리 일부/광정리 일부, 수회동/신전리/문성리/내동 일부/연천리 일부, 광정리 일부/보물리 일부, 신촌리 일부/달성리 일부/속계리 일부/(의당면) 율암리/북촌리/평촌리, 도현리/사곡리 일부/창리 일부, 신성리/구산리/묵방리/연천리 일부, 고산리/복룡리/도동/상천리 일부/원대리 일부, 달동/달원리/운곡리 일부, 평촌리/석송정리/신평리/서궁원리 일부/신촌리 일부, 어물리, 궁원리 일부/운곡리 일부/보물리 일부, 목동/중산리/송천리/월은리/호도리/조산리/용운리/화평리 일부, 강산리/풍정리/인제원리/사곡리 일부, 장척리/유산리/고궁원리/궁원리 일부/서궁원리 일부, 냉정리/마전리/종평리, 태성리, 태평리/평전리/만양리/은행정리/중정안리, 노적리/화촌리/행암리/상천리 일부/달성리 일부/봉암리 일부/신주막리 일부                                              | 정안면         | 고성리, 광정리, 내문리, 내촌리, 대산리, 문천리, 보물리, 북계리, 사현리, 산성리, 상용리, 쌍달리, 석송리, 어물리, 운궁리, 월산리, 인풍리, 장원리, 전평리, 태성리, 평정리, 화봉리 |
| 공주군 사곡면(寺谷面) 무교리/가회리 일부, 산소리/월은동 일부, 고단리/원당리/가회리 일부, 구계리/구수동 일부, 대시랑리/중리, 동해동/연종리 일부, 부곡리, 세동/구수동 일부, 마상동/다복리/신평리/상평리/하평리/안영리 일부/외안영리 일부, 구수동 일부/연종리 일부, 용수동/기동/유치리, 사내리/운정리/구암리/장전리/화전리, 학가리/월하동, 산직리/화암리/능계리/남계리/호계리/부평리/저사리, 어목리/장척리/해월리, 낙산리/화계리/명당리/탄동/월은동 일부/안영리 일부, 송회리/구학리/현학리 | 사곡면         | 가교리, 계실리, 고당리, 구계리, 대중리, 동해리, 부곡리, 세동리, 신영리, 연종리, 유룡리, 운암리, 월가리, 호계리, 해월리, 화월리, 회학리                                         |
| 공주군 신상면(新上面) | 신상면         | 녹천리, 덕곡리, 명곡리, 문금리, 석남리, 신달리, 신영리, 유구리, 입석리, 추계리, 탑곡리                                                                                         |
| 공주군 신하면(新下面) 노동, 대랑리/두암리 일부/무릉리 일부/입동/용강리 일부, 동막리/원동 일부/화장리 일부, 소동/만년동/이천동/백교리 일부, 백교리 일부/(신상면) 석담리 일부, 내동/백세동/덕암리/황금동/모곡리/용계리/화장리 일부/두암리 일부, 봉암리/갑피리/줄암리/봉곡리 일부, 고도곡리/행정리/산음리/심방리/기곡리/원동 일부, 학동/산막리/오선대리/의동 일부, 복대동/만동/왕대리 일부, 소학리/냉정리/반영리/복동/의동 일부, 수선동/용산리/설락동/월계리/학소동/가흥리/만수동/봉곡리 일부/무릉리 일부, 입동 일부/두암리 일부, 사재동/조선동/평일리/신리/신촌리/용강리 일부, 삼청동/신흥리/명덕리/무릉리 일부/왕대리 일부, 화곡리/중신대리/농소리/내동/평촌리 일부, 화양리/취흥리/평촌리 일부 | 신하면         | 노동리, 대룡리, 동원리, 만천리, 백교리, 백룡리, 봉갑리, 산정리, 선학리, 쌍대리, 영정리, 용수리, 입동리, 조평리, 청흥리, 평소리, 화흥리                                         |
| 1914년          | 1914년 | 현재          | 현재 |
| 면              | 정·리 | 구·읍·면      | 동·리 |
| --------------- | --- | ------------- | --- |
| 공주면 (公州面) | 금정, 대화정, 본정, 산성정, 상반정, 욱정 | 공주시        | 교동, 중학동, 중동, 산성동, 봉황동, 반죽동 |
| 주외면 (州外面) | 검상리, 금성리, 금학리, 봉정리, 상왕리, 소학리, 신기리, 옥룡리, 용당리, 주미리 | 공주시        | 검상동, 금성동, 금학동, 봉정동, 상왕동, 소학동, 신기동, 옥룡동, 웅진동, 주미동 |
| 주외면 (州外面) | 화은리 | 공주시 계룡면 | 화은리 |
| 계룡면 (鷄龍面) | 경천리, 구왕리, 금대리, 기산리, 내흥리, 봉명리, 상성리, 양화리, 월곡리, 월암리, 유평리, 죽곡리, 중장리, 하대리, 향지리, 화헌리                                                         | 공주시 계룡면 | 경천리, 구왕리, 금대리, 기산리, 내흥리, 봉명리, 상성리, 양화리, 월곡리, 월암리, 유평리, 죽곡리, 중장리, 하대리, 향지리, 화헌리                                                         |
| 반포면 (反浦面) | 공암리, 송곡리, 마암리, 봉곡리, 상신리, 온천리, 하신리, 학봉리 | 공주시 반포면 | 공암리, 송곡리, 마암리, 봉곡리, 상신리, 온천리, 하산리, 학봉리 |
| 반포면 (反浦面) | 국곡리, 도남리, 도암리, 봉암리, 성강리, 성덕리, 영곡리, 원봉리 | 세종 금남면   | 국곡리, 도남리, 도암리, 봉암리, 성강리, 성덕리, 영곡리, 원봉리 |
| 우성면 (牛城面) | 귀산리, 내산리, 단지리, 대성리, 도천리, 동곡리, 동대리, 목천리, 반촌리, 방문리, 방흥리, 보흥리, 봉현리, 상서리, 신웅리, 안양리, 어천리, 오동리, 옥성리, 용봉리, 죽당리, 평목리, 한천리 | 공주시 우성면 | 귀산리, 내산리, 단지리, 대성리, 도천리, 동곡리, 동대리, 목천리, 반촌리, 방문리, 방흥리, 보흥리, 봉현리, 상서리, 신웅리, 안양리, 어천리, 오동리, 옥성리, 용봉리, 죽당리, 평목리, 한천리 |
| 우성면 (牛城面) | 쌍신리, 월미리 | 공주시        | 쌍신동, 월미동 |
| 정안면 (正安面) | 고성리, 광정리, 내문리, 내촌리, 대산리, 문천리, 보물리, 북계리, 사현리, 산성리, 상용리, 쌍달리, 석송리, 어물리, 운궁리, 월산리, 인풍리, 장원리, 전평리, 태성리, 평정리, 화봉리         | 공주시 정안면 | 고성리, 광정리, 내문리, 내촌리, 대산리, 문천리, 보물리, 북계리, 사현리, 산성리, 상용리, 쌍달리, 석송리, 어물리, 운궁리, 월산리, 인풍리, 장원리, 전평리, 태성리, 평정리, 화봉리         |
| 의당면 (儀堂面) | 가산리, 덕학리, 도신리, 두만리, 수촌리, 오인리, 요룡리, 월곡리, 유계리, 율정리, 중흥리, 청룡리                                                                                         | 공주시 의당면 | 가산리, 덕학리, 도신리, 두만리, 수촌리, 오인리, 요룡리, 월곡리, 유계리, 율정리, 중흥리, 청룡리                                                                                         |
| 의당면 (儀堂面) | 송정리 일부, 송정리 일부, 송학리, 용암리, 용현리, 태산리 | 세종 장군면   | 송정리, 송문리, 송학리, 용암리, 용현리, 태산리 |
| 장기면 (長岐面) | 금암리, 대교리, 도계리, 봉안리, 산학리, 은용리, 평기리, 하봉리 | 세종 장군면   | 금암리, 대교리, 도계리, 봉안리, 산학리, 은용리, 평기리, 하봉리 |
| 장기면 (長岐面) | 나성리 일부, 나성리 일부, 당암리 일부, 당암리 일부, 제천리 일부, 제천리 일부, 제천리 일부, 송원리 일부, 송원리 일부, 송원리 일부                                                       | 세종          | 나성동 일부, 한솔동 일부, 다정동 일부, 새롬동 일부, 고운동 일부, 다정동 일부, 종촌동 일부, 새롬동 일부, 한솔동 일부, 가람동                                                            |
| 장기면 (長岐面) | 금흥리, 무릉리, 동현리, 송선리, 신관리, 월송리, 장암리 | 공주시        | 금흥동, 무릉동, 동현동, 송선동, 신관동, 월송동, 석장리동 |
| 목동면 (木洞面) | 오곡리, 태봉리 | 공주시        | 오곡동, 태봉동 |
| 목동면 (木洞面) | 구암리, 달산리, 만수리, 목동리, 발양리, 산의리, 신흥리, 오룡리, 용성리, 이인리, 주봉리, 초봉리                                                                                         | 공주시 이인면 | 구암리, 달산리, 만수리, 목동리, 발양리, 산의리, 신흥리, 오룡리, 용성리, 이인리, 주봉리, 초봉리                                                                                         |
| 탄천면 (灘川面) | 반송리, 복룡리, 신영리, 운암리, 이곡리 | 공주시 이인면 | 반송리, 복룡리, 신영리, 운암리, 이곡리 |
| 탄천면 (灘川面) | 가척리, 견동리, 광명리, 국동리, 남산리, 대학리, 덕지리, 분강리, 삼각리, 성리, 송학리, 안영리, 운곡리, 유하리, 장선리, 정치리, 화정리                                                   | 공주시 탄천면 | 가척리, 견동리, 광명리, 국동리, 남산리, 대학리, 덕지리, 분강리, 삼각리, 성리, 송학리, 안영리, 운곡리, 유하리, 장선리, 정치리, 화정리                                                   |
| 사곡면 (寺谷面) | 가교리, 고당리, 계실리, 대중리, 부곡리, 신영리, 유룡리, 운암리, 월가리, 호계리, 해월리, 화월리, 회학리                                                                                 | 공주시 사곡면 | 가교리, 고당리, 계실리, 대중리, 부곡리, 신영리, 유룡리, 운암리, 월가리, 호계리, 해월리, 화월리, 회학리                                                                                 |
| 사곡면 (寺谷面) | 구계리, 동해리, 세동리, 연종리 | 공주시 유구읍 | 구계리, 동해리, 세동리, 연종리 |
| 신하면 (新下面) | 노동리, 백교리, 만천리 | 공주시 유구읍 | 노동리, 만천리, 백교리 |
| 신하면 (新下面) | 대룡리, 동원리, 백룡리, 봉갑리, 산정리, 선학리, 쌍대리, 영정리, 용수리, 입동리, 조평리, 청흥리, 평소리, 화흥리                                                                         | 공주시 신풍면 | 대룡리, 동원리, 백룡리, 봉갑리, 산정리, 선학리, 쌍대리, 영정리, 용수리, 입동리, 조평리, 청흥리, 평소리, 화흥리                                                                         |
| 신상면 (新上面) | 녹천리, 덕곡리, 명곡리, 문금리, 석남리, 신달리, 신영리, 유구리, 입석리, 추계리, 탑곡리                                                                                                 | 공주시 유구읍 | 녹천리, 덕곡리, 명곡리, 문금리, 석남리, 신달리, 신영리, 유구리, 입석리, 추계리, 탑곡리                                                                                                 |

- 1931년 4월 1일 공주면이 공주읍으로 승격하였다.[3] (1읍 12면)
- 1932년 10월 11일 충청남도청이 대전군으로 이전하였다.
- 1938년 10월 1일 주외면이 공주읍·목동면·계룡면에 분할 편입하였다.[4][5] (1읍 11면)

| 부령 제197호                          |             |
| 구 행정구역                           | 신 행정구역 |
| 주외면 옥룡리, 금성리, 용당리, 금학리 | 공주읍 일부 |
| 주외면 검상리, 봉정리, 주미리         | 목동면 일부 |
| 주외면 상왕리, 소학리, 신기리, 화은리 | 계룡면 일부 |

- 1942년 10월 1일 목동면을 이인면으로, 신상면을 유구면으로, 신하면을 신풍면으로 각각 개칭하였다.
- 1973년 7월 1일 장기면 및 반포면 일부가 연기군으로, 사곡면 및 신풍면 각 일부가 유구면으로 편입되었다.[6]

| 대통령령 제6542호             |                    |
| 구 행정구역                   | 신 행정구역        |
| 장기면 나성리, 송원리         | 연기군 남면 일부   |
| 반포면 도암리, 성덕리, 영곡리 | 연기군 금남면 일부 |
| 사곡면 구계리, 세동리, 연종리 | 유구면 일부        |
| 신풍면 노동리, 백교리         | 유구면 일부        |

- 1983년 2월 15일 이인면·계룡면·장기면·우성면 각 일부가 공주읍으로, 탄천면 일부가 이인면으로, 사곡면 동해리가 유구면으로, 의당면 송정리 일부가 장기면으로 편입되었다.[7]

| 대통령령 제11027호                             |               |
| 구 행정구역                                    | 신 행정구역   |
| 이인면 봉정리·주미리·태봉리·오곡리             | 공주읍 일부   |
| 계룡면 신기리·소학리·상왕리                    | 공주읍 일부   |
| 장기면 무릉리·월송리·신관리·금흥리             | 공주읍 일부   |
| 우성면 쌍신리·월미리                           | 공주읍 일부   |
| 탄천면 복룡리·반송리·이곡리·운암리·대학리 일부 | 이인면 일부   |
| 사곡면 동해리                                  | 유구면 일부   |
| 의당면 송정리 일부                             | 장기면 송문리 |

- 1986년 1월 1일 공주읍 일원을 관할로 공주시가 설치되었다. (공주시 8동, 공주군 11면).[8]

8동 - 중학동, 봉황동, 산성동, 웅진동, 금학동, 옥룡동, 신관동, 금흥동
| 공주시 설치 전후                              |                 |
| 구 행정구역                                   | 신 행정구역     |
| 공주군 공주읍                                 | 충청남도 공주시 |
| 공주읍 중학리, 중리                           | 공주시 중학동   |
| 공주읍 반죽리, 봉황리                         | 공주시 봉황동   |
| 공주읍 산성리, 금성리                         | 공주시 산성동   |
| 공주읍 교리, 웅진리                           | 공주시 웅진동   |
| 공주읍 금학리, 주미리, 봉정리, 태봉리, 오곡리 | 공주시 금학동   |
| 공주읍 옥룡리, 신기리, 소학리, 상왕리         | 공주시 옥룡동   |
| 공주읍 신관리, 쌍신리, 월미리                 | 공주시 신관동   |
| 공주읍 금흥리, 무릉리, 월송리                 | 공주시 금흥동   |

- 1987년 1월 1일 이인면 검상리를 공주시로, 탄천면 신영리를 이인면으로, 신풍면 만천리를 유구면으로 이관하였다.
- 1993년 12월 1일 논산군 상월면 월오리 일부를 공주군 계룡면 월곡리로 편입하였다.[9]
- 1995년 1월 1일 공주시 일원과 공주군 일원을 관할로 도농복합형태의 공주시가 설치되었다(11면 8동).[10]
- 1995년 3월 2일 유구면이 유구읍으로 승격하였다(1읍 10면 8동).[11]
- 1998년 12월 1일 금흥동을 신관동에, 봉황동을 중학동에 합동하였다(1읍 10면 6동).[12]
- 2001년 5월 12일 의당면 수촌리 일부가 의당면 청용리·우성면 목천리에 편입되었고, 우성면 목천리 일부가 의당면 오인리·수촌리에 편입되었다.[13]
- 2008년 6월 20일 정안면 광정리 일부를 보물리에 편입하고, 금흥동과 신관동의 법정동 경계를 조정하였다[14]
- 2008년 10월 20일 산성동을 웅진동에 합동하였다(1읍 10면 5동).[15]
- 2011년 9월 15일 장기면 장암리를 석장리로 개칭하였다.[16]
- 2012년 7월 1일 세종특별자치시가 출범하여 장기면, 의당면, 반포면 일부가 세종특별자치시에 편입되었다.[17] 남아있는 장기면 3개 리와 신관동 금흥동, 월송동, 무릉동, 신관동 일부를 관할하는 월송동을 설치하였다(1읍 9면 6동).[18]